# Mikazuki
Il Mikazuki (三日月? lett. "Falce di luna"), sino al 1º agosto 1928 denominato 32-Gō kuchikukan (第32駆逐艦? lett. "cacciatorpediniere Numero 32"), è stato un cacciatorpediniere della Marina imperiale giapponese, nona unità appartenente alla classe Mutsuki. Fu varato nel luglio 1926 dal cantiere navale di Sasebo.
Assegnato singolarmente alla scorta della 3ª Divisione portaerei nei primi anni trenta, nella prima fase della guerra nel Pacifico rimase nelle acque giapponesi di vigilanza alle portaerei Hosho e Zuiho, la quale ultima accompagnò in alto mare per la battaglia delle Midway (4-6 giugno 1942) cui però non partecipò direttamente. Subito dopo fu assegnato alla Flotta dell'Area sud-occidentale e per i mesi seguenti espletò funzioni di scorta e pattugliamento, quindi nella prima metà del 1943 rimase quasi sempre nell'arsenale di Sasebo per essere trasformato in trasporto rapido mediante la rimozione di parte dell'armamento, l'incremento dei cannoni contraerei e dello spazio abitabile e a bordo. Fu trasferito all'8ª Flotta di Rabaul e iniziò subito le prime missioni di rinforzo alla guarnigione di Kolombangara; a fine luglio salpò con lo Ariake per trasferire truppe a Capo Gloucester e rimase incagliato il 27 su una scogliera non segnata sulle carte: il giorno successivo fu bombardato da alcuni North American B-25 Mitchell e, molto danneggiato, fu abbandonato dall'equipaggio. Il relitto fu probabilmente distrutto nei mesi seguenti.

## Servizio operativo

### Costruzione
Il cacciatorpediniere Mikazuki fu ordinato nell'anno fiscale edito dal governo nipponico nel 1923, inizialmente indicato come "cacciatorpediniere Numero 32" (32-Gō kuchikukan in lingua giapponese). La sua chiglia fu impostata nel cantiere navale di Sasebo il 21 agosto 1925 e il varo avvenne il 12 luglio 1926; fu completato il 7 maggio 1927 e il 1º agosto 1928 assunse il suo nome definitivo, avendo la Marina imperiale abbandonato alla data il sistema di nomenclatura del naviglio leggero con soli numeri. Negli anni 1930 fu assegnato allo schermo di cacciatorpediniere della 3ª Divisione portaerei, che rispondeva agli ordini della 1ª Flotta.

### 1941-1942
Sin da prima dell'attacco di Pearl Harbor del 7 dicembre 1941, il Mikazuki, allora al comando del capitano di corvetta Saneho Maeda, rimase nelle acque nazionali giapponesi come nave di guardia alla vecchia portaerei Hosho e alla più moderna Zuiho impegnate in sessioni di addestramento. Il 1º aprile fu riassegnato agli ordini diretti della 1ª Flotta, ma continuò a vigilare sulle portaerei per un altro mese; a maggio seguì la Zuiho nelle isole Marianne e si unì alla 2ª Flotta del viceammiraglio Nobutake Kondō che aveva il compito di proteggere il convoglio d'invasione per l'atollo di Midway: fu perciò presente, senza parteciparvi, alla battaglia delle Midway, quindi rientrò in patria e dal 15 giugno rimase in raddobbo a Sasebo. Il 20 giugno il Mikazuki fu assegnato alla Flotta dell'Area sud-occidentale e, più precisamente, fu inserito nell'organico della 1ª Divisione di scorta di superficie; spostatosi a Moji, salpò il 12 luglio e fu da allora impegnato in regolari scorte tra i porti meridionali del Giappone e l'Isola di Formosa, passando inoltre il 5 agosto al comando del tenente di vascello Nitarō Yamazaki. Il 14 dicembre si fermò a Sasebo, nel cui arsenale rimase molto a lungo dapprima per una revisione completa, quindi per venire trasformato in trasporto d'assalto (26 marzo-10 giugno 1943). Infatti, a questo stadio della guerra, la classe Mutsuki era ormai di modesto valore in battaglia e, dunque, lo stato maggiore generale optò per trasformarne una parte in naviglio nuovamente utile. I cannoni da 120 mm numero 2 e 4, le mine e gli apparecchi di dragaggio, il gruppo lanciasiluri da 610 mm poppiero furono rimossi per fare spazio ad alloggi e spazi per uno stivaggio ottimale di carichi e personale; infine furono aggiunti due ulteriori lanciatori di bombe di profondità, il cui numero crebbe a trentasei. Il dislocamento a vuoto crebbe a 1615 tonnellate, a pieno carico a 1944 tonnellate. Al contempo la contraerea fu incrementata da due installazioni triple di cannoni Type 96 da 25 mm L/60 e quattro binate, mentre le mitragliatrici Lewis da 7,7 mm furono tolte.
Il Mikazuki fu l'unico della sua classe a perdere una delle quattro caldaie e ad avere il fumaiolo posteriore abbassato. Non è tuttavia chiaro se questa modifica avvenne nel corso del 1942 o durante il processo di conversione.

### 1943 e l'affondamento

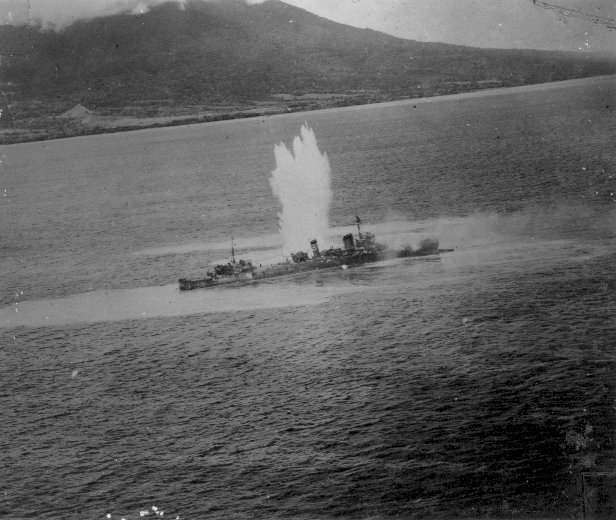
L'ultima immagine nota del Mikazuki, arenato sulla scogliera vicino a Capo Gloucester: una bomba è appena giunta a segno e si possono intuire alcuni danni sullo scafo

Il Mikazuki riprese servizio attivo solo l'11 giugno 1943 e fece immediatamente rotta per la grande base di Rabaul, sede dell'8ª Flotta: il 31 marzo era infatti stato riassegnato alla 30ª Divisione (con il Mochizuki e l'Uzuki) che dipendeva dalla 3ª Squadriglia, appartenente alla flotta. Il 28 giugno salpò dalla rada con il Minazuki e il Nagatsuki allo scopo di portare rinforzi alla guarnigione dell'isola di Kolombangara, ma la forte attività aerea statunitense nel settore consigliò all'8ª Flotta di annullare la missione. Il 30, perciò, i tre cacciatorpediniere partirono dalle Shortland e con l'Amagiri e l'Hatsuyuki fecero rotta per l'Isola di Rendova, caduta qualche giorno prima in mano a truppe statunitensi, con l'intenzione di bombardarla: il pessimo tempo atmosferico, però, costrinse a rinviare l'azione alla notte del 2-3 luglio, cui si unì però anche l'incrociatore Yubari e tre ulteriori cacciatorpediniere. Nei giorni successivi formò un gruppo da trasporto con il Mochizuki e l'Hamakaze incaricato di sbarcare truppe a Kolombangara: la missione fu portata a compimento mentre nelle acque del Golgo di Kula infuriava una dura battaglia. Il 9 luglio tornò a Kolombangara di notte durante un viaggio del Tokyo Express (Satsuki, Matsukaze, Yunagi) che depose a terra 1200 soldati e 85 tonnellate di rifornimenti; tre giorni dopo la missione fu ripetuta e sfociò in un secondo scontro notturno, durante il quale l'ammiraglia Jintsu fu gravemente danneggiata. Il Mikazuki, che questa volta era stato assegnato alla vigilanza dello sbarco, tentò di rimorchiare l'incrociatore in fiamme, ma fu bersagliato da navi nemiche e dovette ripiegare all'ancoraggio delle isole Shortland: qui rimase superficialmente danneggiato nel corso di un attacco aereo statunitense. Ciò non gli impedì, comunque, di essere aggregato il 19 al Minazuki e al Matsukaze per portare 300 uomini di rinforzo a Kolombangara sotto la scorta del contrammiraglio Shōji Nishimura (incrociatori pesanti Suzuya, Kumano, Chokai e quattro cacciatorpediniere). Completata la missione e sfuggito ad alcuni attacchi aerei, il Mikazuki riguadagnò Rabaul; il 27 luglio salpò con l'Ariake alla volta di Capo Gloucester, al fine di sbarcarvi truppe, ma alla fine del viaggio le due navi si incagliarono su una scogliera non segnalata nelle vicinanze del promontorio (5°27′S 148°25′E). L'Ariake fu capace di svincolarsi, prese a bordo i soldati del Mikazuki e il comandante della 30ª Divisione, capitano di vascello Tsuneo Orita che da poco aveva scelto l'unità come ammiraglia della 30ª Divisione, e li portò a riva. Il 28 luglio tornò indietro per prestare soccorso al Mikazuki, il cui comandante Yamazaki aveva tentato di disincagliarsi senza successo: proprio durante le operazioni congiunte, alcuni bimotori North American B-25 Mitchell appartenenti alla Fifth Air Force statunitense localizzarono i due cacciatorpediniere e si gettarono all'attacco. Il Mikazuki fu incendiato e reso inservibile, otto marinai rimasero uccisi; anche l'Ariake fu raggiunto da bombe che lo colarono a picco, ma i due equipaggi furono tratti in salvo nei giorni seguenti. Il relitto del Mikazuki rimase sulla scogliera e, in seguito, fu sfruttato dai comandi statunitensi per impratichire i nuovi equipaggi di bombardieri che via via erano assegnati al fronte del Pacifico.
Il 15 ottobre 1943 il Mikazuki fu depennato dalla lista del naviglio attivo.